# Coupe de France 1936/37
Der Wettbewerb um die Coupe de France in der Saison 1936/37 war die 20. Ausspielung des französischen Fußballpokals für Männermannschaften. In diesem Jahr meldeten 658 Vereine.
Titelverteidiger war der RC Paris, der im Viertelfinale gegen den Zweitdivisionär US Boulogne ausschied. Boulogne konnte drei Erstligisten ausschalten, bevor der Höhenflug im Halbfinale endete. Dort stellte der FC Sochaux-Montbéliard eine zu hohe Hürde dar und krönte anschließend seine erste Finalteilnahme gegen einen anderen Endspielneuling, den Racing Club Strasbourg, auch gleich mit dem Gewinn der Trophäe. Dass zwei Mannschaften aus dem Osten die entscheidende Begegnung um die Coupe de France austrugen, war gleichfalls eine Premiere.
Nach den von den regionalen Untergliederungen des Landesverbands FFF organisierten Qualifikationsrunden griffen ab der Runde der letzten 64 Mannschaften auch die 16 Erstdivisionäre in den Wettbewerb ein. Eine Pokalkommission setzte für Zweiunddreißigstel- und Sechzehntelfinale sämtliche Begegnungen fest; Erstligisten konnten in der ersten Runde nicht aufeinandertreffen. Dabei wurde für das Zweiunddreißigstelfinale auch das Heimrecht festgelegt; ab dem Sechzehntelfinale fanden die Spiele auf neutralem Platz statt. Ab dem Achtelfinale wurden die Paarungen frei ausgelost. Endete eine Begegnung nach Verlängerung unentschieden, kam es zu einem oder mehreren Wiederholungsspielen.

## Zweiunddreißigstelfinale
Spiele am 20. Dezember 1936. Die Vereine der drei professionellen Ligen sind mit D1, D2 bzw. D3 bezeichnet. Alle anderen waren tieferklassige Amateurklubs.
| - RC Agathois Agde - Olympique Alès D2 1:0 - FC Antibes D1 - US Annemasse 3:2 - RC Arras D3 - AC Amiens D2 1:0 - CA Montreuil - US Boulogne D2 1:3 - AS Brest - AS Cherbourg 2:0 - Racing Paris D1 - Stade Béthune 9:0 - US Valenciennes D2 - Stade de l’Est 9:0 - AS Troyes D2 - AC Amboise 9:2 - FC Nancy D2 - Racing Strasbourg D1 0:1 - FC Sochaux D1 - Stade Saint-Dié 10:0 - FC Sète D1 - ASA Vauzelles 8:0 - Red Star Olympique D1 - US Normande Colombelles 3:1 - AS Saint-Étienne D2 - AS Néris 7:0 - FC Rouen D1 - SO de l'Est 6:0 - CA Paris D2 - Excelsior Roubaix D1 0:4 - Racing Roubaix D1 - UL Moyeuvre 4:3 | - FC Lorient - SM Caen D2 1:2 - Stade Reims D2 - ASSB Oignies 8:0 - Racing Calais D2 - US Tourcoing D3 1:0 - OGC Nizza D2 - Stade Raphaëlois 2:0 - SO Montpellier D2 - US Saint-Gaudens 5:1 - Olympique Marseille D1 - CD Español Bordeaux 8:0 - Stade Laval - Olympique Lille D1 1:4 - SC Choisy-le-Roi - RC Lens D2 0:5 - Le Havre AC D2 - SC Albert D3 3:0 - SC Fives D1 - US Pontoise D3 9:0 - Olympique Dunkerque D2 - FC Dieppe D3 3:0 - OFC Charleville D2 - ASPTT Paris 7:0 - AS Cannes D1 - Stade Sainte-Barbe 7:1 - AS Strasbourg - FC Metz D1 0:3 - Stade Rennes UC D1 - US Saint-Servan 7:2 - FC Mulhouse D1 - AS Saint-Dizier 9:0 |

## Sechzehntelfinale
Spiele am 17., Wiederholungsmatches am 21. bzw. 28. Januar 1937
| - US Boulogne D2 - FC Mulhouse D1 6:5 n. V. - Racing Paris D1 - FC Antibes D1 4:0 - Racing Strasbourg D1 - OGC Nizza D2 0:0 n. V., 1:0 - FC Sochaux D1 - AS Brest 3:0 - FC Sète D1 - SO Montpellier D2 3:1 n. V. - Red Star Olympique D1 - SM Caen D2 3:1 - FC Rouen D1 - Olympique Lille D1 2:0 - Excelsior Roubaix D1 - Le Havre AC D2 0:0 n. V., 3:2 | - Racing Roubaix D1 - US Valenciennes D2 1:0 - Stade Reims D2 - AS Saint-Étienne D2 2:1 - RC Lens D2 - RC Agathois Agde 5:0 - SC Fives D1 - Olympique Marseille D1 1:1 n. V., 2:0 - Olympique Dunkerque D2 - RC Arras D3 1:0 - OFC Charleville D2 - AS Troyes D2 3:1 - AS Cannes D1 - FC Metz D1 3:1 n. V. - Stade Rennes UC D1 - Racing Calais D2 0:0 n. V., 1:0 |

## Achtelfinale
Spiele am 7. Februar 1937
| - US Boulogne D2 - Racing Roubaix D1 3:1 - Racing Paris D1 - Stade Rennes UC D1 1:0 - Racing Strasbourg D1 - Excelsior Roubaix D1 2:0 - FC Sochaux D1 - FC Sète D1 3:2 n. V. | - Red Star Olympique D1 - RC Lens D2 3:2 - FC Rouen D1 - SC Fives D1 4:2 - Olympique Dunkerque D2 - Stade Reims D2 4:2 - AS Cannes D1 - OFC Charleville D2 2:0 |

## Viertelfinale
Spiele am 7., Wiederholungsmatch am 11. März 1937
| - US Boulogne D2 - Racing Paris D1 1:0 - FC Sochaux D1 - AS Cannes D1 0:0 n. V., 3:1 | - Red Star Olympique D1 - Racing Strasbourg D1 1:3 - FC Rouen D1 - Olympique Dunkerque D2 2:0 |

## Halbfinale
Spiele am 4. und 5. April 1937
| - FC Sochaux D1 - US Boulogne D2 6:0 | - Racing Strasbourg D1 - FC Rouen D1 3:1 |

## Finale
Spiel am 9. Mai 1937 im Stade Olympique Yves-du-Manoir in Colombes vor 39.538 Zuschauern
- FC Sochaux - Racing Strasbourg 2:1 (1:1)

### Mannschaftsaufstellungen
Auswechslungen waren damals nicht möglich.
FC Sochaux: Laurent Di Lorto – Gabriel Lalloué, Étienne Mattler  – Roger Hug, János Szabó, Maxime Lehmann – Miguel Ángel Lauri, André „Trello“ Abegglen, Roger Courtois, Vojtěch Bradáč, Bernard Williams
Trainer : Conrad Ross
Racing Strasbourg: Ferenc „François“ Mayer – Alphonse Lohr, Alexandru „Elek“ Schwartz – Lucien Halter , Karl Humenberger, Henri Roessler – Fritz Keller, Johann Hoffmann, Oskar Rohr, Oscar Heisserer, Ernest Waechter
Trainer : Josef „Pepi“ Blum
Schiedsrichter: Eugène Olive (Roubaix)

### Tore
0:1 Rohr (32.)

1:1 Lauri (40.)

2:1 Williams (88.)

### Besondere Vorkommnisse
Der FC Sochaux, erst neun Jahre vor diesem Endspiel gegründet, musste trotz der finanziellen Unterstützung des Autoherstellers Peugeot im Rücken exakt 70 Jahre warten, ehe ihm 2007 der zweite Pokalgewinn gelang. Finalgegner Strasbourg schaffte dies in deutlich kürzerer Zeit: nachdem die Elsässer erstmals 1951 erfolgreich waren, holten sie sich die Coupe 1966 erneut.